# Clovia maculosa
Clovia maculosa är en insektsart som beskrevs av Metcalf 1962. Clovia maculosa ingår i släktet Clovia och familjen spottstritar. Inga underarter finns listade i Catalogue of Life.